# Indianapolis 500 1979

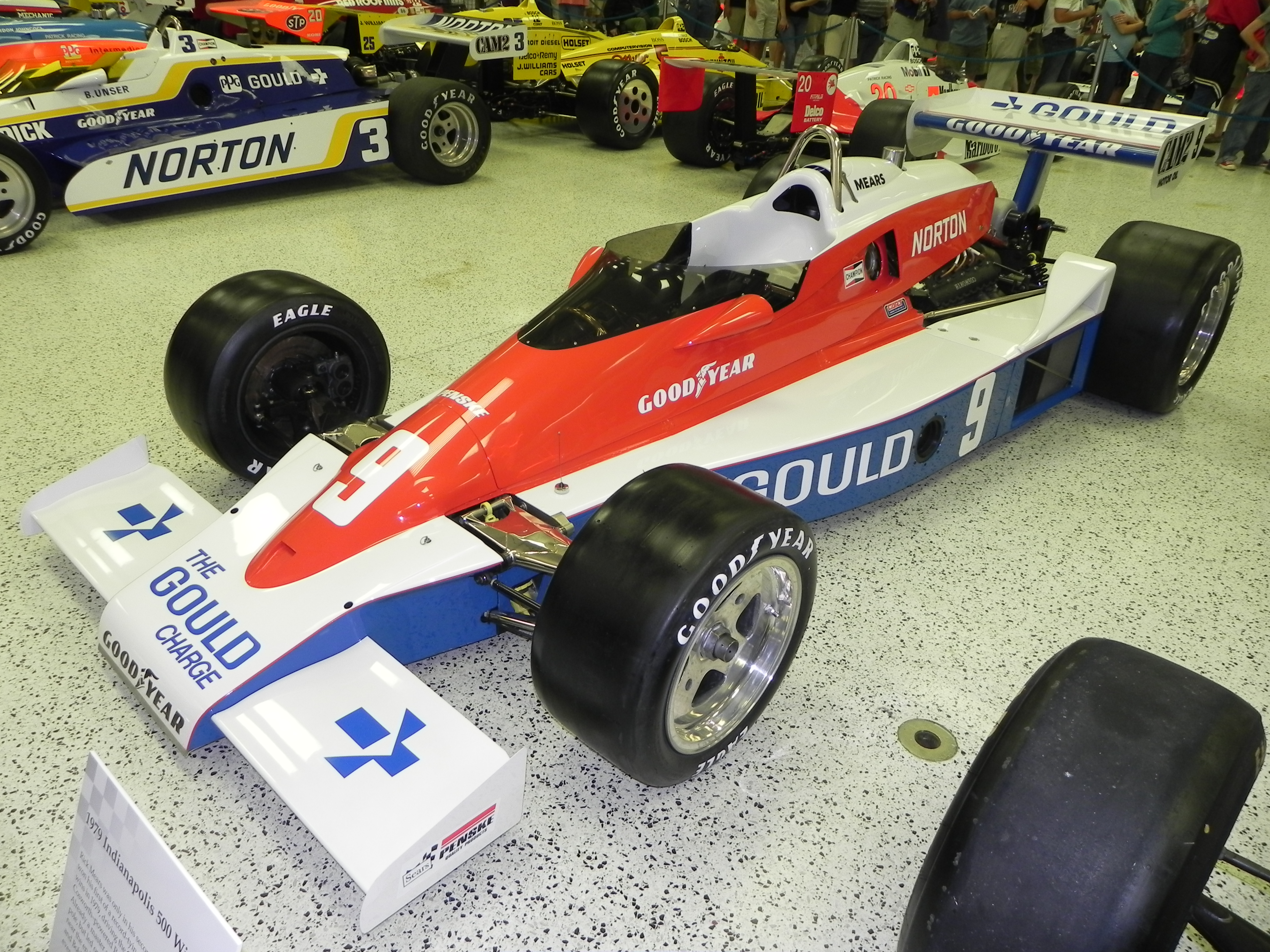
Penske PC6, Siegerwagen von Rick Mears

Das 63. Indianapolis 500 (offiziell 63rd 500 Mile International Sweepstakes) auf dem Indianapolis Motor Speedway fand am 27. Mai 1979 statt.

## Das Rennen
Das Rennen ging über eine Distanz von 200 Runden à 4,023 km, was einer Gesamtdistanz von 804,672 km entspricht. Aus der Pole Position startete Rick Mears (Team Penske) mit einer Vierrunden-Durchschnittszeit von 3:05.820 Min. oder 193,736 mph (311,788 km/h). Die schnellste Runde im Rennen drehte ebenfalls Mike Mosley in 46,58 Sekunden (193,216 mph). Das Rennen war der dritte Lauf zur USAC-Saison 1979.

## Ergebnisse

### Startaufstellung
| Reihe | Innen | Innen                | Mitte | Mitte             | Außen | Außen           |
| ----- | ----- | -------------------- | ----- | ----------------- | ----- | --------------- |
| 1     | 9     | Rick Mears           | 1     | Tom Sneva         | 2     | Al Unser        |
| 2     | 12    | Bobby Unser          | 3     | Gordon Johncock   | 14    | A. J. Foyt      |
| 3     | 6     | Wally Dallenbach sr. | 4     | Johnny Rutherford | 15    | Johnny Parsons  |
| 4     | 24    | Sheldon Kinser       | 89    | Lee Kunzman       | 36    | Mike Mosley     |
| 5     | 46    | Howdy Holmes         | 45    | Janet Guthrie     | 11    | Tom Bagley      |
| 6     | 77    | Salt Walther         | 10    | Pancho Carter     | 29    | Cliff Hucul     |
| 7     | 23    | Jim McElreath        | 17    | Dick Simon        | 73    | Jerry Sneva     |
| 8     | 34    | Vern Schuppan        | 31    | Larry Rice        | 80    | Larry Dickson   |
| 9     | 72    | Roger McCluskey      | 69    | Joe Saldana       | 25    | Danny Ongais    |
| 10    | 7     | Steve Krisiloff      | 97    | Phil Threshie     | 44    | Tom Bigelow     |
| 11    | 19    | Spike Gehlhausen     | 92    | John Mahler       | 50    | Eldon Rasmussen |
| 12    | 22    | Bill Vukovich II     | 59    | George Snider     |       |                 |

### Schlussklassement
Wetter: bewölkt, 20°
| Pos. | Nr. | Name                  | Chassis        | Motor       | Zeit/Rückstand              | Qualifikation ø 4 Rd. mph | Start |
| ---- | --- | --------------------- | -------------- | ----------- | --------------------------- | ------------------------- | ----- |
| 1    | 9   | Rick Mears            | Penske PC6     | Cosworth    | 3:08:47.97 Std. 158,899 mph | 193,736                   | 1     |
| 2    | 14  | A. J. Foyt (W)        | Parnelli VPJ6C | Cosworth    | +45,69 Sek.                 | 189,613                   | 6     |
| 3    | 36  | Mike Mosley           | Eagle 79       | Cosworth    | 200 Rd.                     | 186,278                   | 12    |
| 4    | 25  | Danny Ongais          | Parnelli VPJ6B | Cosworth    | 199 Rd.                     | 188,009                   | 27    |
| 5    | 12  | Bobby Unser (W)       | Penske PC7     | Cosworth    | 199 Rd.                     | 189,913                   | 4     |
| 6    | 3   | Gordon Johncock (W)   | Penske PC6     | Cosworth    | 197 Rd.                     | 189,753                   | 5     |
| 7    | 46  | Howdy Holmes (R)      | Wildcat MK 2   | Cosworth    | 195 Rd.                     | 185,864                   | 13    |
| 8    | 22  | Bill Vukovich II      | Watson         | Offenhauser | 194 Rd.                     | 187,042                   | 34    |
| 9    | 11  | Tom Bagley            | Penske PC6     | Cosworth    | 193 Rd.                     | 185,414                   | 15    |
| 10   | 19  | Spike Gehlhausen      | Wildcat MK 3   | Cosworth    | 192 Rd.                     | 185,061                   | 31    |
| 11   | 7   | Steve Krisiloff       | Lightning      | Offenhauser | 192 Rd.                     | 186,287                   | 28    |
| 12   | 77  | Salt Walther          | Penske PC6     | Cosworth    | 191 Rd.                     | 184,162                   | 16    |
| 13   | 72  | Roger McCluskey       | McLaren M24B   | Cosworth    | 191 Rd.                     | 183,908                   | 25    |
| 14   | 44  | Tom Bigelow           | Lola T500B     | Cosworth    | 190 Rd.                     | 185,147                   | 30    |
| 15   | 1   | Tom Sneva             | McLaren M24    | Cosworth    | 188 (Unfall)                | 192,999                   | 2     |
| 16   | 69  | Joe Saldana           | Eagle 79       | Offenhauser | 186 Rd.                     | 188,778                   | 26    |
| 17   | 97  | Phil Threshie         | King           | Chevrolet   | 172 Rd.                     | 185,855                   | 29    |
| 18   | 4   | Johnny Rutherford (W) | McLaren M24B   | Cosworth    | 168 Rd.                     | 188,137                   | 8     |
| 19   | 31  | Larry Rice            | Lightning      | Offenhauser | 142 (Unfall)                | 184,218                   | 23    |
| 20   | 10  | Pancho Carter         | Lightning      | Offenhauser | 129 (Radlager)              | 185,806                   | 17    |
| 21   | 34  | Vern Schuppan         | Wildcat K 2    | DGS         | 111 (Getriebe)              | 184,341                   | 22    |
| 22   | 2   | Al Unser (W)          | Chaparral 2K   | Cosworth    | 104 (Getriebe)              | 192,503                   | 3     |
| 23   | 50  | Eldon Rasmussen       | Antares        | Offenhauser | 89 (Auspuff)                | 183,927                   | 33    |
| 24   | 80  | Larry Dickson         | Penske PC5     | Cosworth    | 86 (Kraftstoffpumpe)        | 184,181                   | 24    |
| 25   | 92  | John Mahler           | Eagle          | Offenhauser | 66 (Kraftstoffpumpe)        | 184,322                   | 32    |
| 26   | 17  | Dick Simon            | Vollstedt      | Offenhauser | 57 (Kupplung)               | 185,071                   | 20    |
| 27   | 6   | Wally Dallenbach sr.  | Penske PC6     | Cosworth    | 43 (loses Rad)              | 188,285                   | 7     |
| 28   | 24  | Sheldon Kinser        | Watson         | Offenhauser | 40 (Motor)                  | 186,674                   | 10    |
| 29   | 29  | Cliff Hucul           | McLaren M16C   | Offenhauser | 22 (Defekt)                 | 186,200                   | 18    |
| 30   | 89  | Lee Kunzman           | Parnelli VPJ6C | Cosworth    | 18 (Wasserpumpe)            | 186,403                   | 11    |
| 31   | 73  | Jerry Sneva           | Spirit         | AMC         | 16 (Motor)                  | 184,379                   | 21    |
| 32   | 15  | Johnny Parsons        | Lightning      | Offenhauser | 16 (Motor)                  | 187,813                   | 9     |
| 33   | 59  | George Snider         | Lightning      | Offenhauser | 7 (Kraftstoffpumpe)         | 185,319                   | 35    |
| 34   | 45  | Janet Guthrie         | Lola T500B     | Cosworth    | 3 (Motor)                   | 185,720                   | 14    |
| 35   | 23  | Jim McElreath         | Penske PC6     | Cosworth    | 0 (Ventilschaden)           | 185,880                   | 19    |

(W)=früherer Gewinner / (R)=Rookie / alle Starter auf Goodyear-Reifen / Gelbphasen: 6 für 32 Rd.

### Führungsrunden
| Fahrer      | Team                | Anzahl |
| ----------- | ------------------- | ------ |
| Bobby Unser | Team Penske         | 89     |
| Al Unser    | Chaparral Racing    | 85     |
| Rick Mears  | Team Penske         | 25     |
| A. J. Foyt  | Gilmore Racing Team | 1      |